# コンラート・マチュー
コンラート・マチュー（Konrad Mathieu）は、ドイツ・ケルン出身のベース奏者、コントラバス奏者、歌手である。アコースティック・アルケミー、ロナルド・シャノン・ジャクソン、レッド・クレイオラ、ラッシー・シンガーズ、レインバーズ、キング・コング、ノイ!、M. Walking On The Water、ワールプール・プロダクションズ、アキム・ライヘル、ピエット・クロッケ、ウラ・マイネッケ、ボーイズ・イン・トラブルなどの作品にクレジットされており、5大陸でツアーを行った。1990年代後半、自身のインターネット会社に専念するため、プロとしての演奏活動から引退した。